# Ember Károly
Ember Károly (Felsőbánya, 1863. szeptember 16. – Pomáz, 1938. június 9.) királyi katolikus tanítóképzőintézeti igazgató, az Országos Katolikus Tanügyi Tanács világi elnöke, Budapest-székesfőváros törvényhatósági bizottságának tagja, a II. osztályú polgári hadi érdemkereszt, a Nagy Szent-Gergely rend parancsnoki és lovagi keresztjeinek tulajdonosa.

## Életpályája
A budapesti Pedagógiumban végzett. 1891–1893 között az Iskola című lap szerkesztője volt. Felsőbányán tanított, majd 1894–1919 között a budapesti királyi katolikus tanítóképző intézet tanára, később igazgatója volt. 1895–1919 között a Népnevelő című lap szerkesztőjeként dolgozott. 1915–1920 között a Szent István Akadémia I. o. tagja volt. 1919-ig világi elnöke volt az Országos Katolikus Tanügyi Tanácsnak.
A székesfővárosi törvényhatóság bizottságának tagja volt. Megszervezte a székesfőváros pedagógiai szemináriumát. Tervei, módszertani utasításai és előadói tervezete alapján készítették el a katolikus elemi, polgári és leányiskolák, tanító- és óvónőképzők tanterveit. Több tankönyvet is írt.

## Családja
Szülei: Ember Mihály és Jakab Julianna voltak. Felesége Puskás Alojzia (1868-1964) volt. Hét gyermekük volt: Sándor, Sári, Anna, Béla, Károly, Gábor és Margit.

## Művei
- Jellemképzés a népiskolákban (Nagybánya, 1888)
- A nevelőtanítás módszere (Budapest, 1897)
- A magyar katolikus népoktatás ügy történetének áttekintése (Budapest, 1900)
- Emlékkönyvecske a ker. Mo. kilencszázados évfordulójára (Budapest, 1900)
- Mayer István… emlékezete (Budapest, 1903)
- Népoktatásunk függő kérdései (Budapest, 1911)
- A magyar népoktatás szervezete és állapota (Budapest, 1913)
- Útmutató a községi és hitfelekezeti tanítók ellátásáról… (Wohlmuth Ernővel, Budapest, 1913)
- Módszertani és neveléstani jegyzetek

## Díjai, elismerései
- II. osztályú polgári hadi érdemkereszt
- a Nagy Szent-Gergely rend parancsnoki és lovagi keresztje